# فهرست پرچم‌داران کاروان جمهوری آذربایجان در المپیک
در زیر فهرست پرچم‌داران کاروان آذربایجان در بازی‌های المپیک (ترکی آذربایجانی: Azərbaycanın Olimpiya oyunlarındakı bayraqdarlarının siyahısı; انگلیسی: List of flag bearers for Azerbaijan at the Olympics) آورده شده است در مراسم افتتاحیه بازی‌های المپیک تابستانی و زمستانی، کاروان کشورهای شرکت‌کننده در بازی‌ها در پس پرچم‌دار کشور خود رژه می‌روند.

## لیست
| #  | سال رویداد | فصل      | پرچم‌دار             | ورزش         |
| -- | ---------- | -------- | ------------------- | ------------ |
| ۱۴ | ۲۰۲۲       | زمستانی  | Vladimir Litvintsev | اسکیت نمایشی |
| ۱۳ | ۲۰۲۰       | تابستانی | فریدا عزیزوا        | تکواندو      |
| ۱۳ | ۲۰۲۰       | تابستانی | رستم اوروجوف        | جودو         |
| ۱۲ | ۲۰۱۸       | زمستانی  | Patrick Brachner    | اسکی آلپاین  |
| ۱۱ | ۲۰۱۶       | تابستانی | تیمور ممدوف         | بوکس         |
| ۱۰ | ۲۰۱۴       | زمستانی  | Rahman Khalilov     | رسمی         |
| ۹  | ۲۰۱۲       | تابستانی | النور ممدلی         | جودو         |
| ۸  | ۲۰۱۰       | زمستانی  | فؤاد قلیوف          | رسمی         |
| ۷  | ۲۰۰۸       | تابستانی | فرید منصوروف        | کشتی فرنگی   |
| ۶  | ۲۰۰۶       | زمستانی  | Igor Lukanin        | رقص روی یخ   |
| ۵  | ۲۰۰۴       | تابستانی | Nizami Paşayev      | وزنه‌برداری   |
| ۴  | ۲۰۰۲       | زمستانی  | Sergey Rylov        | اسکیت نمایشی |
| ۳  | ۲۰۰۰       | تابستانی | نامیگ عبدالله‌یف     | کشتی آزاد    |
| ۲  | ۱۹۹۸       | زمستانی  | Julia Vorobieva     | اسکیت نمایشی |
| ۱  | ۱۹۹۶       | تابستانی | ناظم حسینوف         | جودو         |